# 坦基-达尔卡
坦基-达尔卡（葡萄牙語：Tanque d'Arca）是巴西阿拉戈斯州的一个市镇。总面积155.96平方公里，总人口5360人，人口密度34.4人/平方公里。